# Ілюзіонізм (мистецтво)
Щодо виконавчого магічного мистецтва, див Ілюзіонізм (шоу)

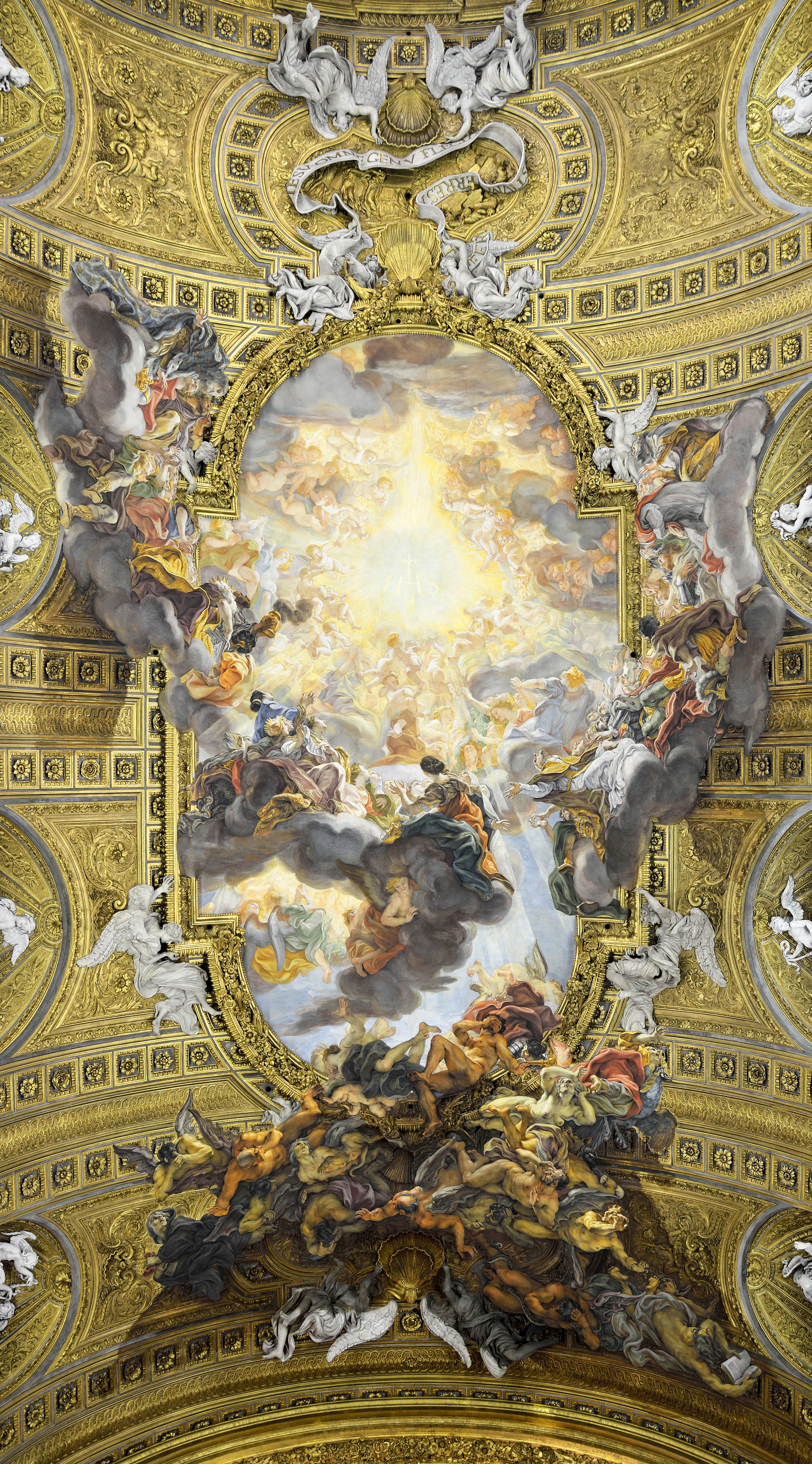
Тріумф імені Ісуса, автора Джованні Баттіста Гаулі, на стелі Іль-Джезу.

Ілюзіонізм в історії мистецтва означає або художню традицію, в якій художники створюють твори мистецтва, які виглядають так ніби вони поділяють фізичний простір із спостерігачем або ширше спосіб точного зображення фізичного вигляду – що також називається мімезис. В даному сенсі може використовуватися термін реалізм, але він має досить відмінне значення в мистецтві, оскільки він також використовується для висвітлення вибору звичайних повсякденних предметів і сцен і уникнення ідеалізації предметів. Ілюзіонізм охоплює довгу історію, починаючи з обманів Зевксіса до робіт стінописця (мураліста) Річарда Хааса в двадцятому столітті, і до нього відносяться такі напрямки як тромплей, анаморфоз, Оп-арт, абстрактний ілюзіонізм і техніки ілюзіоніського розмальовування стель такі як di sotto in sù і квадратура. До скульптурного ілюзіонізму відносяться роботи, часто розмальовані, які здаються справжніми із відстані. Інші форми, такі як традиція ілюзіонізму в театрі, і "peepshow"-скриньки Самюеля ван Гоґстратена із XVII століття, поєднують техніки ілюзіонізму і медіа.